# Canton de Joyeuse
Le canton de Joyeuse est une ancienne division administrative française située dans le département de l'Ardèche et la région Rhône-Alpes.
Il a cessé d'exister en mars 2015, à l'occasion des élections départementales pour être rattaché au canton des Vans.

## Géographie
Ce canton était organisé autour de Joyeuse dans l'arrondissement de Largentière. Son altitude variait de 92 mètres à Saint-Alban-Auriolles à 1 261 mètres sur la commune de Sablières, pour une altitude cantonale moyenne de 282 mètres.

## Représentation

### Conseillers généraux de 1833 à 2015
| Période | Période           | Identité                                                           | Étiquette           | Qualité |
| ------- | ----------------- | ------------------------------------------------------------------ | ------------------- | --- |
| 1833    | 1836              | Jean Placide Casimir Dussargues-Planzolles                         |                     | Maire de Joyeuse |
| 1836    | 1848              | Jean Dussargues-Planzolles                                         |                     | Propriétaire - Maire de Joyeuse |
| 1848    | 1852              | Louis Rivière                                                      |                     | Notaire |
| 1852    | 1864              | Isidore Maigron                                                    |                     | Conseiller à la Cour Impériale de Nîmes |
| 1864    | 1871              | Jean Léonce Destremx Baron de Saint-Christol Marquis de Montmoirac | Gauche républicaine | Propriétaire et agriculteur Maire de Lablachère Député (1871-1877) |
| 1871    | 1890              | Joseph Vaschalde                                                   | Union républicaine  | Rentier Député (1878-1885) |
| 1890    | 1892 (décès)      | Emile Bastide                                                      | Droite              | Notaire à Payzac |
| 1892    | 1901              | Michel Prat                                                        | Républicain         | Industriel - Maire de Lablachère |
| 1901    | 1907              | Marie Maurice Léonard Fuzet de Pouget                              | Républicain         | Médecin - Maire de Casteljau |
| 1907    | 1907 (annulation) | Michel Prat                                                        | Rad.                | Industriel - Maire de Lablachère |
| 1908    | 1937              | Joseph Boissin                                                     | URD                 | Médecin à Joyeuse, conseiller d'arrondissement Député de l'Ardèche (1930-1936) |
| 1937    | 1940              | Alphonse Thibon                                                    | URD                 | Propriétaire agricole à Chandolas, conseiller d'arrondissement Député de l'Ardèche (1936-1940) Nommé membre de la Commission administrative départementale en 1941 Nommé conseiller départemental en 1942 |
|         |                   |                                                                    |                     | |
| 1945    | 1967              | Joseph Allauzen                                                    | PRL puis CNIP       | Industriel Député de l'Ardèche (1945-1946) Président du Conseil Général (1950 et 1955-1967) |
| 1967    | 1985              | Jean Vannière                                                      | PS                  | Viticulteur à Rosières |
| 1985    | 2004              | Jacques Guilhaumon                                                 | RPR                 | Agriculteur Maire de Rosières |
| 2004    | 2015              | Raoul L'Herminier                                                  | PS                  | Orfèvre Vice-président du conseil général Ancien Conseiller municipal de Rosières Elu en 2015 dans le Canton des Cévennes ardéchoises                                                                     |

### Conseillers d'arrondissement (de 1833 à 1940)
| Période                                  | Période      | Identité                         | Étiquette | Qualité |
| ---------------------------------------- | ------------ | -------------------------------- | --------- | --- |
| 1833                                     | 1847 (décès) | Jean Casimir Bouchet (1796-1847) |           | Notaire à Joyeuse                                                                                           |
|                                          |              |                                  |           | |
| 1905                                     | 1908         | Joseph Boissin                   | URD       | Médecin à Joyeuse                                                                                           |
| 1908                                     | 1919         | Étienne Roche                    | Libéral   | Maire de Lablachère                                                                                         |
| 1919                                     | 1934         | Louis Armand (1874-1941)         | Radical   | Maire de Rosières (1912-1940)                                                                               |
| 1934                                     | 1937         | Alphonse Thibon                  | URD       | Propriétaire agricole à Chandolas                                                                           |
| décembre 1937                            | 1940         | Charles Tourrel                  | URD       | Propriétaire, maire de Lablachère                                                                           |
| 1940                                     |              |                                  |           | Les conseils d'arrondissement ont été suspendus par la loi du 12 octobre 1940 et n'ont jamais été réactivés |
| Les données manquantes sont à compléter. |              |                                  |           | |

## Composition
Le canton de Joyeuse regroupait seize communes

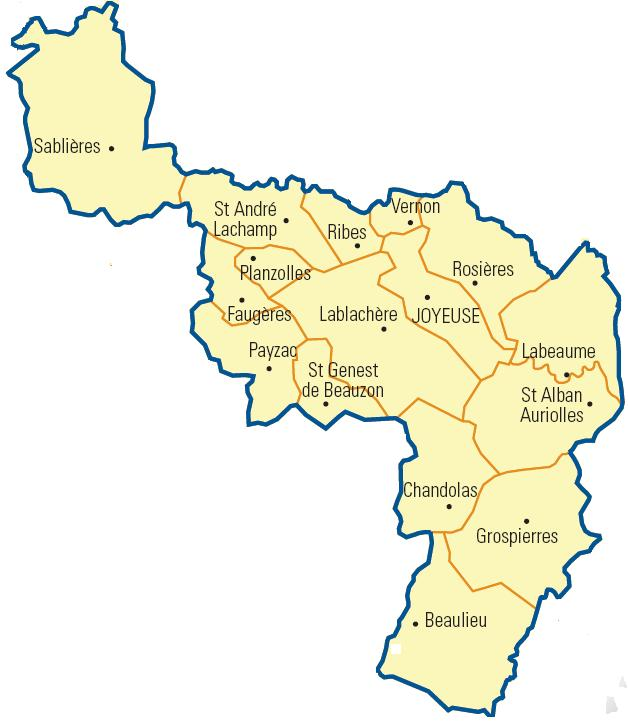
Carte du canton

| Nom                     | Code Insee | Intercommunalité             | Superficie (km2) | Population (dernière pop. légale) | Densité (hab./km2) |
| ----------------------- | ---------- | ---------------------------- | ---------------- | --------------------------------- | ------------------ |
| Joyeuse (chef-lieu)     | 07110      | CC du Pays Beaume-Drobie     | 13,04            | 1 699 (2014)                      | 130                |
| Beaulieu                | 07028      | CC Pays des Vans en Cévennes | 25,47            | 481 (2014)                        | 19                 |
| Chandolas               | 07053      | CC du Pays Beaume-Drobie     | 11,63            | 490 (2014)                        | 42                 |
| Faugères                | 07088      | CC du Pays Beaume-Drobie     | 5,99             | 114 (2014)                        | 19                 |
| Grospierres             | 07101      | CC des Gorges de l'Ardèche   | 27,30            | 889 (2014)                        | 33                 |
| Labeaume                | 07115      | CC des Gorges de l'Ardèche   | 17,76            | 655 (2014)                        | 37                 |
| Lablachère              | 07117      | CC du Pays Beaume-Drobie     | 26,38            | 2 054 (2014)                      | 78                 |
| Payzac                  | 07171      | CC du Pays Beaume-Drobie     | 13,70            | 523 (2014)                        | 38                 |
| Planzolles              | 07176      | CC du Pays Beaume-Drobie     | 5,41             | 130 (2014)                        | 24                 |
| Ribes                   | 07189      | CC du Pays Beaume-Drobie     | 7,17             | 289 (2014)                        | 40                 |
| Rosières                | 07199      | CC du Pays Beaume-Drobie     | 16,29            | 1 194 (2014)                      | 73                 |
| Sablières               | 07202      | CC du Pays Beaume-Drobie     | 38,98            | 144 (2014)                        | 3,7                |
| Saint-Alban-Auriolles   | 07207      | CC des Gorges de l'Ardèche   | 17,57            | 1 049 (2014)                      | 60                 |
| Saint-André-Lachamp     | 07213      | CC du Pays Beaume-Drobie     | 17,09            | 156 (2014)                        | 9,1                |
| Saint-Genest-de-Beauzon | 07238      | CC du Pays Beaume-Drobie     | 5,31             | 313 (2014)                        | 59                 |
| Vernon                  | 07336      | CC du Pays Beaume-Drobie     | 3,71             | 234 (2014)                        | 63                 |

## Démographie
| 1962  | 1968  | 1975  | 1982  | 1990  | 1999  | 2006  | 2011   | 2012   |
| ----- | ----- | ----- | ----- | ----- | ----- | ----- | ------ | ------ |
| 7 351 | 7 169 | 6 928 | 7 389 | 7 808 | 8 134 | 9 068 | 10 053 | 10 201 |